# Driedaagse De Panne - Koksijde 1982
La Driedaagse De Panne - Koksijde 1982, sesta edizione della corsa, si svolse dal 30 marzo al 1º aprile su un percorso di 510 km ripartiti in 3 tappe (la prima suddivisa in due semitappe), con partenza a Tielen e arrivo a De Panne. Fu vinta dall'olandese Gerrie Knetemann della squadra Ti-Raleigh-Campagnolo davanti ai belgi Daniel Willems e Jean-Luc Vandenbroucke.

## Tappe
| Tappa  | Data      | Percorso                        | km   | Vincitore di tappa | Leader cl. generale |
| ------ | --------- | ------------------------------- | ---- | ------------------ | ------------------- |
| 1ª-1ª  | 30 marzo  | Tielen > Mol                    | 109  | Fons De Wolf       | Fons De Wolf        |
| 1ª-2ª  | 30 marzo  | Mol > Wezel (cron. individuale) | 12,3 | Gerrie Knetemann   | Gerrie Knetemann    |
| 2ª     | 31 marzo  | Herzele > De Panne              | 204  | Eddy Planckaert    | Gerrie Knetemann    |
| 3ª     | 1º aprile | De Panne > De Panne             | 185  | Daniel Willems     | Gerrie Knetemann    |
| Totale | Totale    | Totale                          | 510  |                    |                     |

## Dettagli delle tappe

### 1ª tappa - 1ª semitappa
- 30 marzo: Tielen > Mol – 109 km

| Pos. | Corridore          | Squadra       | Tempo    |
| ---- | ------------------ | ------------- | -------- |
| 1    | Fons De Wolf       | Vermeer-Thijs | 2h41'50" |
| 2    | Roger De Vlaeminck | DAF Trucks    | s.t.     |
| 3    | Leo Van Thielen    | Europ Decor   | s.t.     |

| Pos. | Corridore    | Squadra       | Tempo |
| ---- | ------------ | ------------- | ----- |
| 1    | Fons De Wolf | Vermeer-Thijs |       |

### 1ª tappa - 2ª semitappa
- 30 marzo: Mol > Wezel (cron. individuale) – 12,3 km

| Pos. | Corridore        | Squadra    | Tempo  |
| ---- | ---------------- | ---------- | ------ |
| 1    | Gerrie Knetemann | TI-Raleigh | 15'06" |
| 2    | Daniel Willems   | Boule d'Or | a 1"   |
| 3    | Bert Oosterbosch | DAF Trucks | a 5"   |

| Pos. | Corridore        | Squadra    | Tempo |
| ---- | ---------------- | ---------- | ----- |
| 1    | Gerrie Knetemann | TI-Raleigh |       |

### 2ª tappa
- 31 marzo: Herzele > De Panne – 204 km

| Pos. | Corridore        | Squadra    | Tempo    |
| ---- | ---------------- | ---------- | -------- |
| 1    | Eddy Planckaert  | Splendor   | 5h05'34" |
| 2    | Leo van Vliet    | TI-Raleigh | s.t.     |
| 3    | Étienne De Wilde | La Redoute | s.t.     |

| Pos. | Corridore        | Squadra    | Tempo |
| ---- | ---------------- | ---------- | ----- |
| 1    | Gerrie Knetemann | TI-Raleigh |       |

### 3ª tappa
- 1º aprile: De Panne > De Panne – 185 km

| Pos. | Corridore       | Squadra    | Tempo    |
| ---- | --------------- | ---------- | -------- |
| 1    | Daniel Willems  | Boule d'Or | 4h42'36" |
| 2    | Daniel Willems  | Boule d'Or | s.t.     |
| 3    | Eddy Planckaert | Splendor   | s.t.     |

| Pos. | Corridore              | Squadra    | Tempo     |
| ---- | ---------------------- | ---------- | --------- |
| 1    | Gerrie Knetemann       | TI-Raleigh | 12h45'06" |
| 2    | Daniel Willems         | Boule d'Or | a 13"     |
| 3    | Jean-Luc Vandenbroucke | La Redoute | a 27"     |

## Classifiche finali

### Classifica generale
| Pos. | Corridore              | Squadra                 | Tempo     |
| ---- | ---------------------- | ----------------------- | --------- |
| 1    | Gerrie Knetemann       | Ti-Raleigh-Campagnolo   | 12h45'06" |
| 2    | Daniel Willems         | Boule d'Or-Sunair       | a 13"     |
| 3    | Jean-Luc Vandenbroucke | La Redoute-Motobecane   | a 27"     |
| 4    | Étienne De Wilde       | La Redoute-Motobecane   | a 44"     |
| 5    | Gery Verlinden         | Boule d'Or-Sunair       | s.t.      |
| 6    | Jan Raas               | Ti-Raleigh-Campagnolo   | a 55"     |
| 7    | Roger De Vlaeminck     | DAF Trucks-TeVe Blad    | a 56"     |
| 8    | Stefan Mutter          | Puch-Eorotex-Campagnolo | a 1'10"   |
| 9    | Freddy Maertens        | Boule d'Or-Sunair       | a 1'20"   |
| 10   | Ludo Delcroix          | Capri Sonne             | a 1'25"   |